# باحة بين اللقمتين
الباحة بين اللقمتين هي منطقة فاصلة بين لقمة الظنبوب الإنسية ولقمة الظنبوب الوحشية والطرف الأعلى لقصبة الساق. ترتبط الرباط المتصالب الأمامي والرباط الصليبي الخلفي والهلالة بالباحة بين اللقمتين.
تتكون بارزة بين اللقمتين من الحديبة الإنسية والوحشية بين اللقمتين فتقسم الباحة إلى خلفية وأمامية.

## التركيب
- المنطقة الأمامية وتحتوي على الحفرة بين اللقمتين الأمامية أو الباحة بين اللقمتين الأمامية أو الحفرة الأمامية بين لقمتي الظنبوب (بالإنجليزية: anterior intercondyloid fossa)‏ هي الجزء الأمامي من انخفاض الباحة بين اللقمتين، ويقع بين لقمة الظنبوب الإنسية ولقمة الظنبوب الوحشية.
- بارزة بين اللقمتين
- المنطقة الخلفية وتحتوي على الحفرة بين اللقمتين الخلفية أو الباحة بين اللقمتين الخلفية أو الحفرة الخلفية بين لقمتي الظنبوب (بالإنجليزية: posterior intercondyloid fossa)‏ وهي الجزء الخلفي من انخفاض الباحة بين اللقمتين، ويقع بين لقمة الظنبوب الإنسية ولقمة الظنبوب الوحشية. يرتبط بالحفرة الرباط الصليبي الخلفي.